# In Vain
In Vain ist eine norwegische Metal-Band aus Kristiansand, die im Jahr 2003 gegründet wurde.

## Geschichte
Die Band wurde im Jahr 2003 gegründet. Nachdem die Gruppe ihre ersten beiden EPs veröffentlicht hatte, unterzeichnete sie im Jahr 2005 einen Vertrag bei Indie Recordings. Zwei Jahre später folgte das Debütalbum The Latter Rain, auf dem etwa 20 Gastmusiker zu hören waren. Der Veröffentlichung folgte eine Europatournee zusammen mit Battered und Vreid. Dieser schlossen sich Auftritte auf diversen Festivals an, wie etwa das Inferno Metal Festival Norway, bevor die Arbeiten zum zweiten Album begannen, das im Jahr 2010 unter dem Namen Mantra erschien. 2013 schloss sich das Album Ænigma an.

## Stil
Die ersten beiden EPs waren noch stark durch den Black Metal beeinflusst. In den späteren Alben nahmen vor allem Elemente aus dem Death-Doom- und Progressive-Metal zu. Die Lieder handeln von Themen wie dem Mississippi River oder dem Fluchtversuch des Volksstamms der Nez Percé aus ihrem Zwangsreservat nach Kanada. Neben Death- und Doom-Elementen weist das Debütalbum The Latter Rain Einflüsse aus dem Epic Metal auf. Zudem werden teils genrefremde Instrumente wie eine Orgel, Blasinstrumente oder ein Saxophon sowie Samples verwendet. Auf dem Album Mantra dominierte vor allem der Progressive Metal, wobei Einflüsse aus Death- und Black-Metal hörbar sind. Ænigma wird als eine Mischung aus Black- und Progressive-Metal beschrieben und wird mit Enslaved verglichen.

## Diskografie
Studioalben
- 2007: The Latter Rain (Indie Recordings)
- 2010: Mantra (Indie Recordings)
- 2013: Ænigma (Indie Recordings)
- 2018: Currents (Indie Recordings)
- 2024: Solemn (Indie Recordings)

Sonstige
- 2004: Will the Sun Ever Rise? (EP, Eigenveröffentlichung)
- 2005: Wounds (EP, Eigenveröffentlichung)
- 2013: Against the Grain (Single, Indie Recordings)